# Kenti Robles
Vaitiare Kenti Robles Salas (Città del Messico, 15 febbraio 1991) è una calciatrice messicana, difensore o centrocampista del Pachuca e della nazionale messicana.

## Carriera

### Club

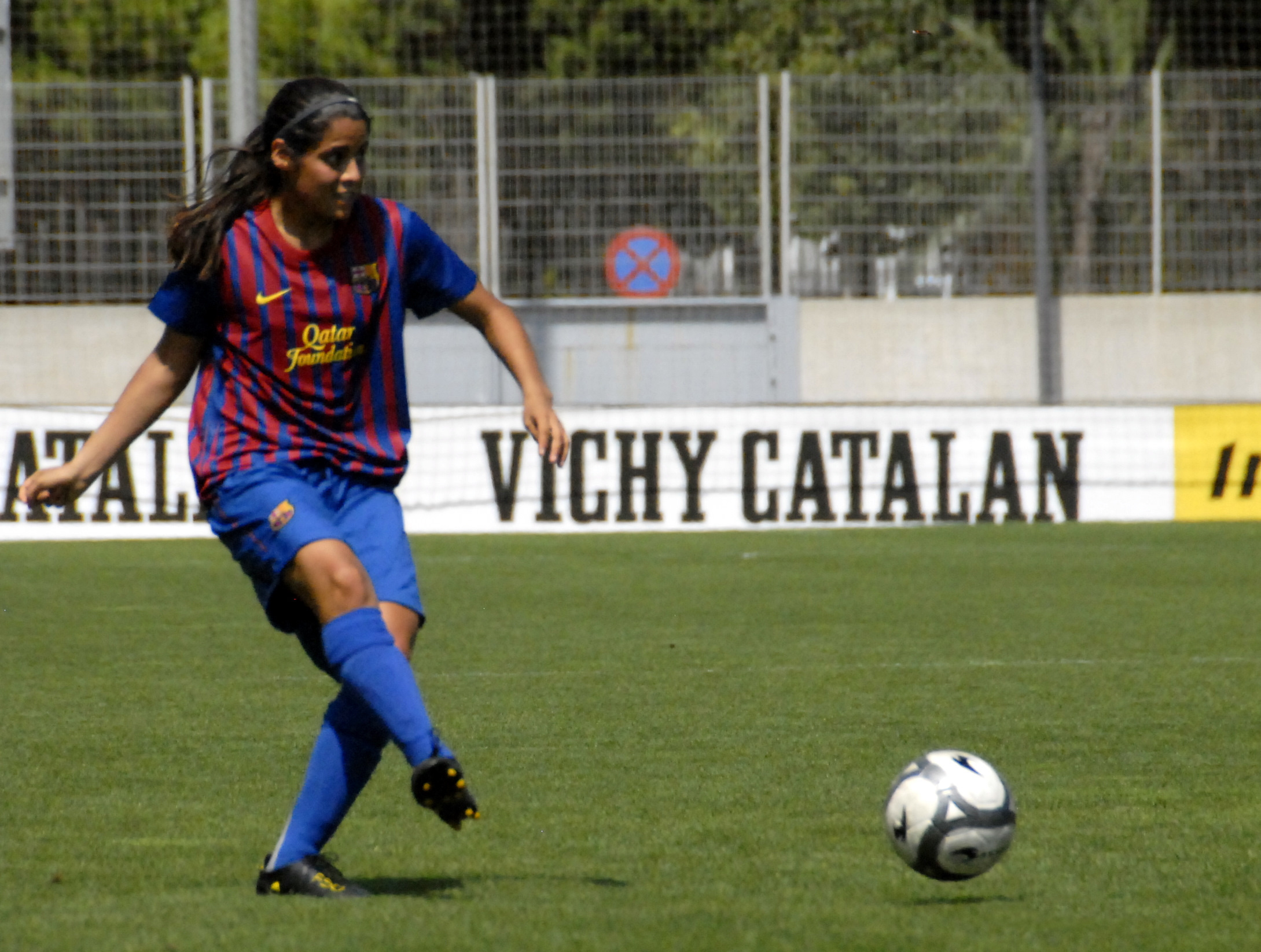
Kenti Robles con la maglia del nel 2011.

Robles ha giocato in Spagna da quando aveva 14 anni, essendo cresciuta calcisticamente nelle giovanili dell'Espanyol. Nel 2009 è stata promossa alla prima squadra e in quella stessa stagione ha vinto il suo primo titolo, la Coppa della Regina. Dopo aver giocato il campionato mondiale di Germania 2011 con il Messico, si è trasferita alle rivali del Barcellona dove ha giocato in UEFA Women's Champions League e dal 2011 al 2014 ha aiutato la squadra a vincere tre campionati e due Coppe della Regina. Nell'agosto 2014, si è riaccasata con l'Espanyol, rimanendoci per la stagione 2014-2015.
Nell'estate 2015 si trasferisce all'Atlético Madrid, con il quale nelle cinque stagioni successive mette in bacheca 3 campionati spagnoli e una Coppa della Regina, raggiungendo le 100 presenze, complessive tra campionato, coppe nazionali e Champions League, il 30 aprile 2023, nell'incontro casalingo del derby madrileno, vinto per 3-2 sulle avversarie del Madrid CFF, alla 27ª giornata di Primera División.
Dopo l'intera carriera di club giocata in Spagna, nell'estate 2024 viene annunciato il suo trasferimento al Pachuca, lasciando l'Europa per il natio Messico arricchendo ulteriormente di calciatrici di livello internazionale la Liga MX Femenil, massimo livello femminile e primo campionato di calcio professionistico messicano di categoria.

## Palmarès

### Club
- Campionato spagnolo: 6

Barcellona: 2011-2012, 2012-2013, 2013-2014
Atlético Madrid: 2016-2017, 2017-2018, 2018-2019
- Coppa della Regina: 4

Espanyol: 2010
Barcellona: 2012, 2013
Atlético Madrid: 2016

### Nazionale
- Oro ai XXII Giochi centramericani e caraibici: 1

Colombia 2018